# رينزو مارتينيلي
رينزو مارتينيلي (بالإيطالية: Renzo Martinelli)‏ هو مخرج فيديو موسيقي ‏ وكاتب سيناريو ومنتج أفلام ومخرج إيطالي، ولد في 1948 في تشيزانو ماديرنو في إيطاليا.

## وصلات خارجية
- رينزو مارتينيلي على موقع IMDb (الإنجليزية)
- رينزو مارتينيلي على موقع ألو سيني (الفرنسية)
- رينزو مارتينيلي على موقع أول موفي (الإنجليزية)
- رينزو مارتينيلي على موقع قاعدة بيانات الأفلام السويدية (السويدية)
- رينزو مارتينيلي على موقع قاعدة بيانات الفيلم (الإنجليزية)
- رينزو مارتينيلي على موقع كينوبويسك (الروسية)